# Captopril
Le captopril est un médicament utilisé dans le traitement de l'hypertension artérielle. Il agit en empêchant la production par l'organisme de molécules qui régulent la tension en provoquant une vasoconstriction. La tension artérielle est en effet entre autres contrôlée par la régulation de la volémie, c'est-à-dire le volume du système vasculaire. L'angiotensine II est le peptide qui est responsable de ce mécanisme, issu de la conversion de l'Angiotensine I. Cette dernière est fabriquée sous forme de précurseur inactif, l'angiotensinogène, par le foie. Le captopril bloque la conversion de l'angiotensine I en II.
Classe thérapeutique : Inhibiteur de l'enzyme de conversion de l'angiotensine (IEC).

## Origine
Les toxines produites par les espèces animales venimeuses peuvent servir de base au développement de médicaments, c'est le cas du Captopril. En effet, c'est à l'origine le physicien et pharmacologiste brésilien Sérgio Henrique Ferreira (en) qui dans les années 60, avec ses collaborateurs, avait remarqué que des personnes mordues par un serpent venimeux du Brésil, le jararaca (Bothrops jararaca), faisaient toutes d'importantes chutes de pression artérielle.
Les chercheurs se sont penchés sur la composition du venin du jararaca pour isoler la molécule en cause, et son principe actif capable d'améliorer la réponse à la bradykinine. Du venin du jararaca, Sérgio Ferreira est parvenu à isoler une substance (la Téprotide), capable d'inhiber les agents naturels de l'organisme qui élèvent la pression artérielle, appelés angiotensine I et II, tout en prolongeant l'effet d'une molécule qui maintient la pression basse, la bradykinine.

## Mode d'action
Les inhibiteurs de l'enzyme de conversion bloquent la production d'angiotensine II, puissant vasoconstricteur, et aboutissent donc à une diminution de la résistance artérielle.
L'enzyme de conversion de l'angiotensine est une métalloprotéase à zinc. Elle agit en coupant une liaison peptidique dans l'angiotensine I (inactive) qui libère l'angiotensine II. L'atome de zinc du site actif joue un rôle catalytique en activant la molécule d'eau qui participe à l'hydrolyse de la liaison peptidique. Le captopril agit en bloquant la coordination vacante du zinc avec sa fonction thiol.

## Indications
Cette classe de médicament est utilisée principalement dans l'hypertension artérielle. Le captopril est aussi utilisé dans l'insuffisance cardiaque et prévention secondaire après un infarctus du myocarde.

## Formule
Captopril est la dénomination commune internationale de la molécule dont la formule chimique est 1-[(2S)-3-mercapto-2-méthylpropionyl]-L-proline. Elle est commercialisée en générique sous le nom de Captopril Winthrop après l'avoir été sous les noms de Captolane et Lopril.

## Présentation
Le captopril se présente en comprimés sécables dosés à 12,5 mg, 25 mg, 50 mg et 100 mg.

## Effets indésirables potentiels
Hypotension orthostatique, vertiges sont possibles. Des manifestations allergiques sont possibles : éruption cutanée et même œdème de Quincke. Toux sèche chronique. Dysgueusie.

## Source
Le captopril dérive du venin du serpent jararaca.
Le laboratoire Sankyo Pharma a développé cette molécule qui se trouve être le premier inhibiteur de l'enzyme de conversion de l’angiotensine.